# Royal Gallery of Illustration

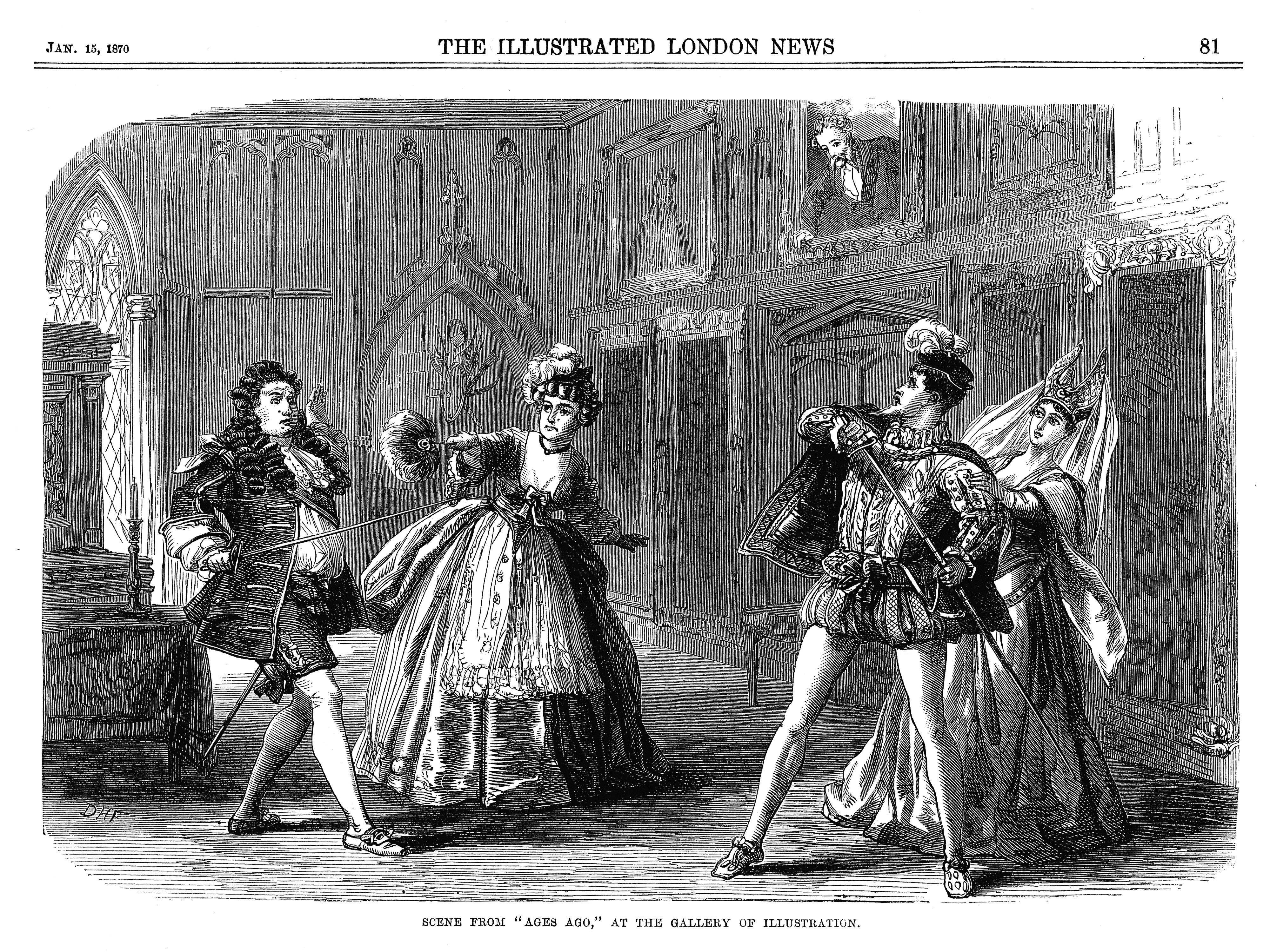
Gravure d'une scène d'Ages Ago à la Gallery

The Royal Gallery of Illustration était une salle de spectacles située au 14 Regent Street près de Waterloo Place à Londres, dans ce qui avait été une résidence de l'architecte John Nash, concepteur de Regent Street, Regent's Park et autres améliorations urbaines réalisées à la demande de George IV.
De 1855 jusque vers 1876, elle héberge les German Reed Entertainments (en) » produits par Thomas German Reed et son épouse Priscilla Horton, couple du monde du théâtre spécialisé en courtes esquisses musicales humoristiques et imitations visant un public « respectable » des classes moyennes à supérieures. Elle sert également de lieu de représentation d'une grande variété d'autres divertissements, dont de nombreux moving panorama (en)s, dioramas et conférences.
La Gallery était un théâtre intime de 500 places et, selon les récits contemporains, « l'un des endroits de loisirs les plus populaires et à la mode de la métropole ». L'emplacement est de nos jours occupé par une tour de bureaux.

## Description des spectacles

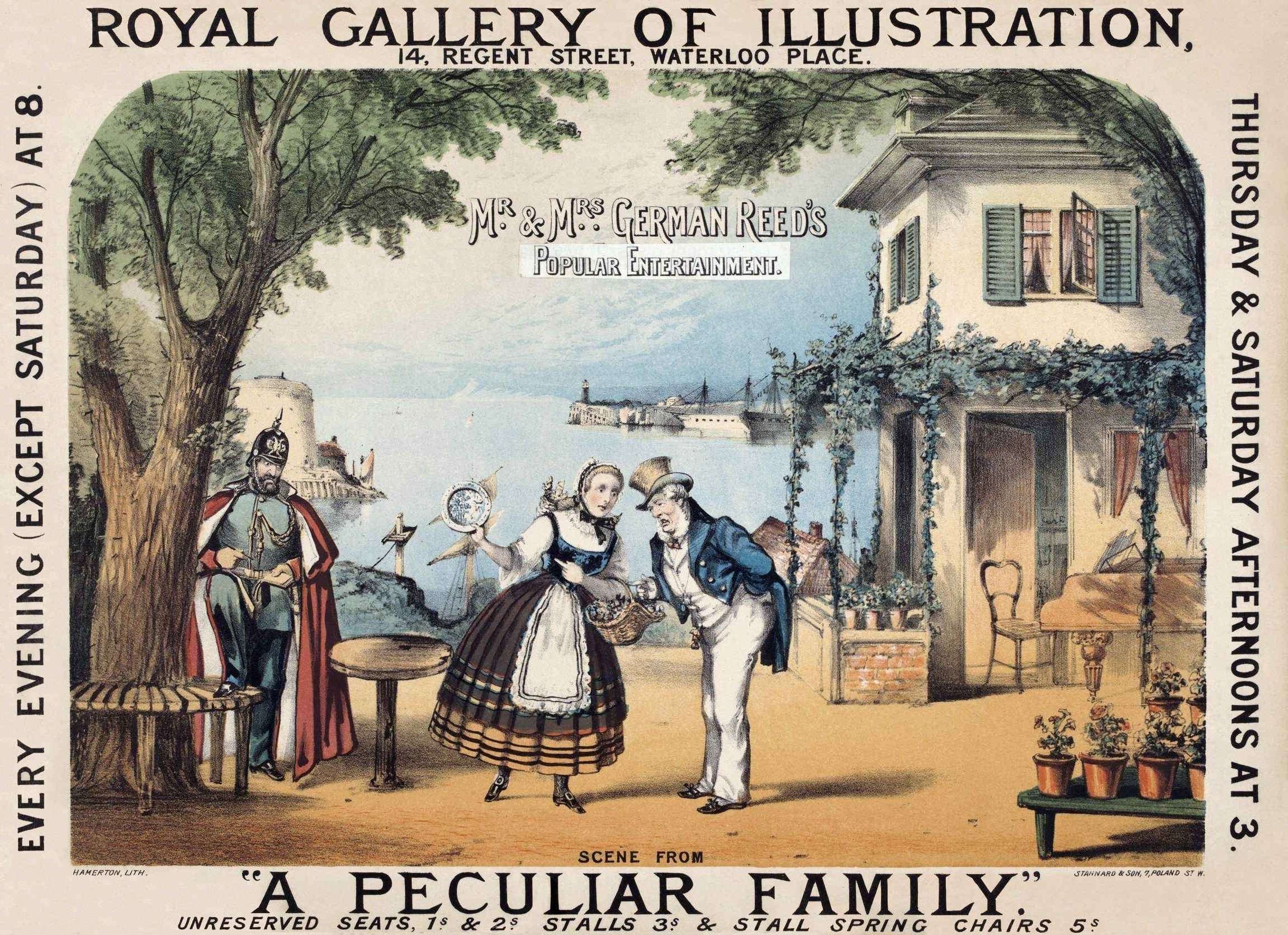
Affiche de A Peculiar Family présenté en 1865 à la Royal Gallery of Illustration.

Sous la direction des German-Reeds, les « German Reed Entertainments » présentés à la Gallery sont d'ordinaire composés d'un ou deux courts opéras-comiques conçus pour un petit nombre de personnages (en raison de la petite taille de la scène). Ces divertissements sont finalement appelés les « Mr. And Mrs. German Reeds Entertainments ». Par euphémisme, ils appellent l'endroit Gallery of Illustration plutôt que théâtre et les pièces sont appelées « divertissements » ou « illustrations », évitant les mots « music hall » , « pièces », « extravagance », « mélodrame ou « burlesque »  afin de contourner la mauvaise réputation auprès du public britannique des théâtres musicaux. Reed compose lui-même la musique de nombre de ces pièces et y paraît souvent en compagnie de son épouse Priscilla Horton. Reed expérimente ce qu'il appelle opera di camera - petits opéras de chambre de jeunes compositeurs. Comme il n'y a rien de comparable à cet établissement à Londres, la gallery gagne rapidement en popularité. 

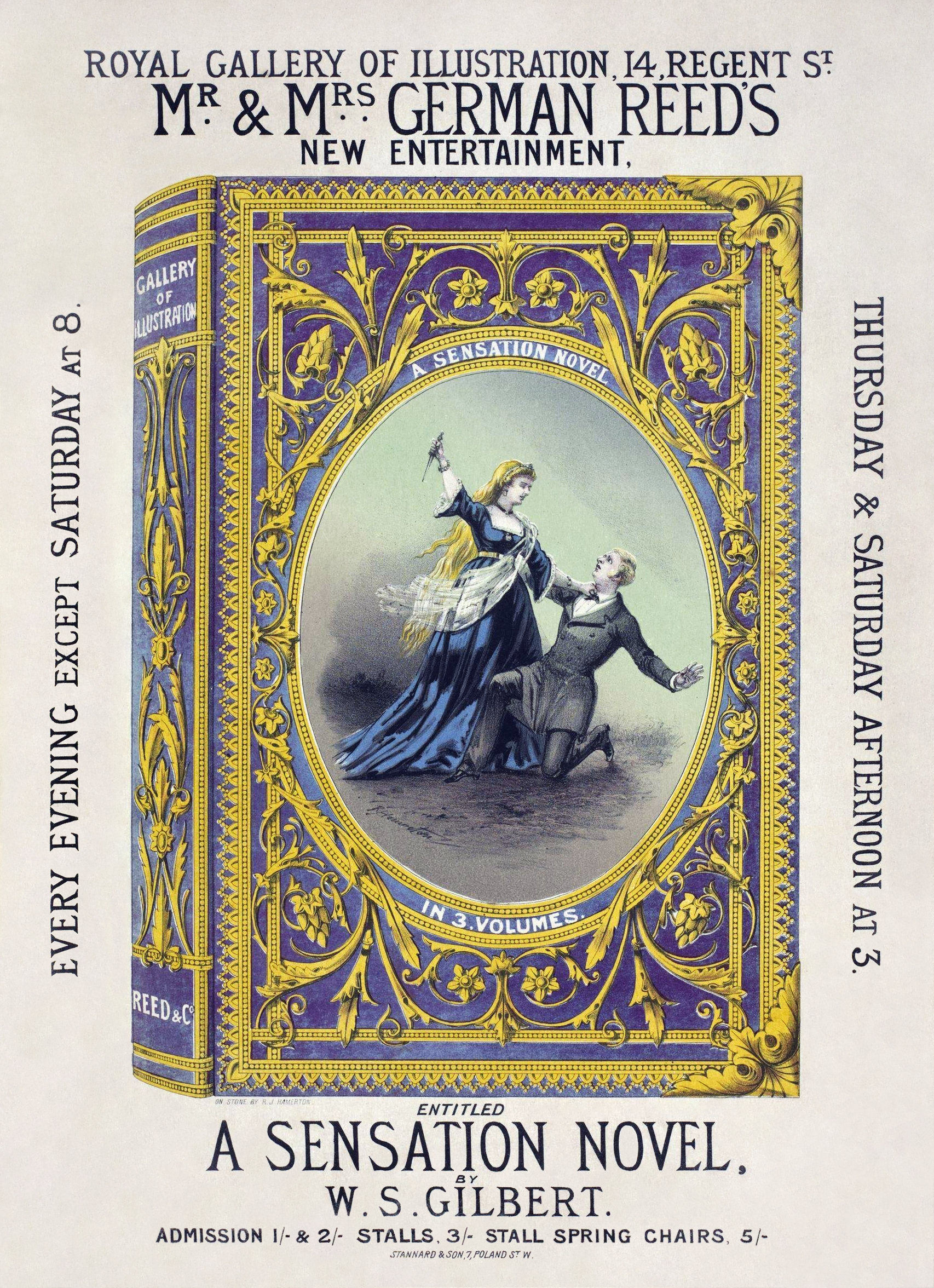
A Sensation Novel, 1871.

L'accompagnement consiste en un piano, un harmonium et parfois une harpe. Mais les German Reeds sont capables d'attirer de jeunes et bons compositeurs tels que Molloy, Clay, Sullivan et Cellier, les meilleurs metteurs en scène pour leur minuscule scène et les meilleurs jeunes écrivains des magazines Punch et Fun. Leurs pianistes résidents, John Orlando Parry et Richard Corney Grain (en), contribuent également à l'entreprise par de nombreux sketches et divertissements. Dans un premier temps, les divertissements font appel à une distribution de trois personnages mais au milieu des années 1860, ils ajoutent un quatrième personnage à la distribution. Souvent, les intrigues des pièces tournent autour d'identités et déguisements erronés. En plus de Mr. and Mrs. German Reed, Fanny Holland (en) paraît dans des dizaines de pièces à partir de 1869 comme Arthur Cecil (en) et en 1871, Corney Grain. Annie Sinclair se produit aussi régulièrement à la Gallery.

## Productions notables

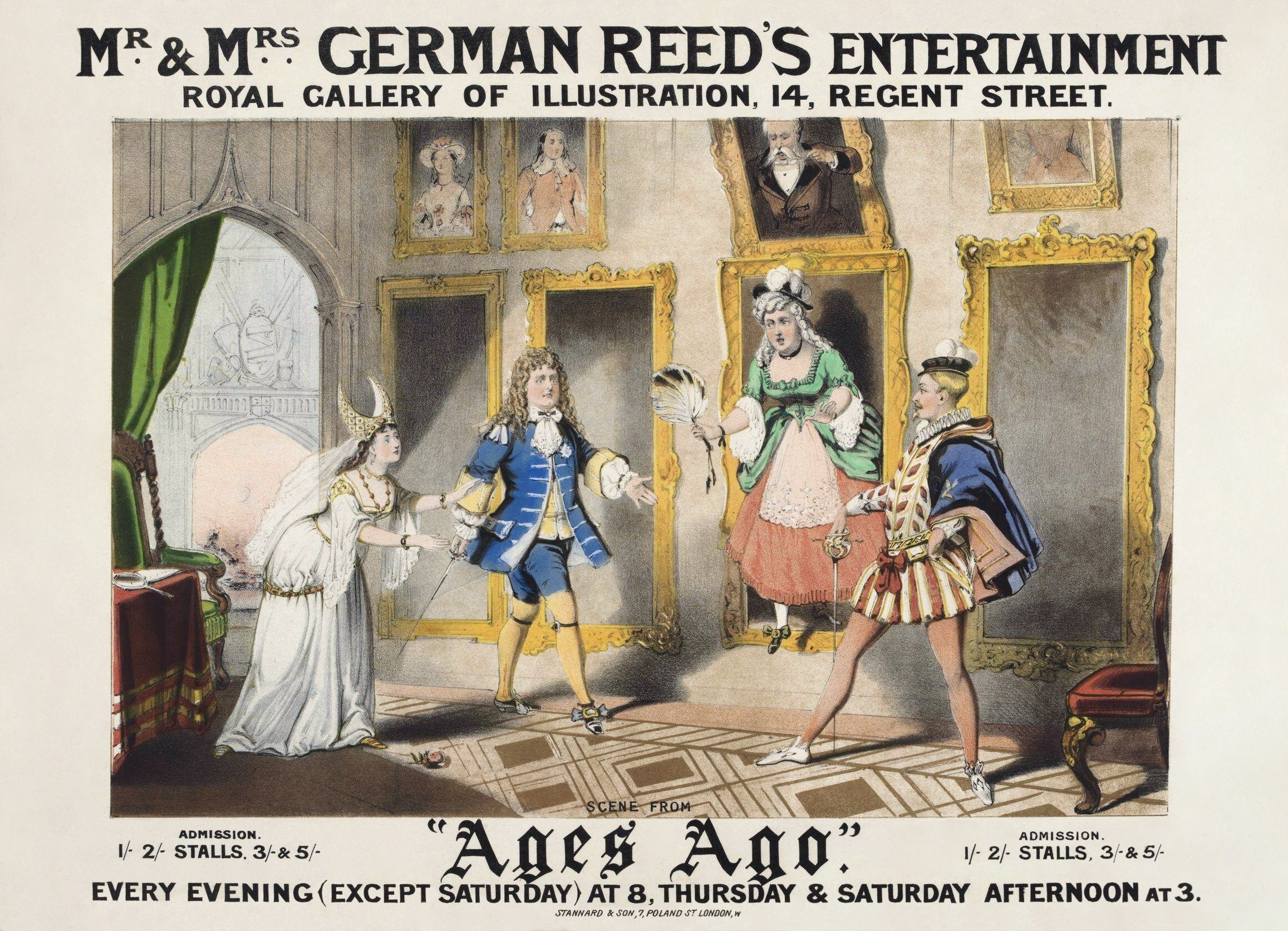
Affiche de Ages Ago, créé à la Royal Gallery of Illustration, en 1869.

En 1857, la Gallery organise en présence de la reine Victoria et du prince Albert une représentation de la pièce The Frozen Deep (en) de Wilkie Collins et Charles Dickens. Parmi les premiers « German Reed entertainments » produits à la Gallery figurent A Month from Home et My Unfinished Opera (1857) de William Brough, The Pyramid de Shirley Brooks (en) (1864), The Peculiar Family de Brough (1865), The Yachting Cruise de F. C. Burnand (en) (1866), Our Quiet Chateau de Robert Reece (en) avec une musique de Virginia Gabriel (1867), Inquire Within de Burnand et John Orlando Parry (1868), Beggar My Neighbour (1870) et Number 204 de Burnand, Near Relations (1871) d'Arthur Sketchley, King Christmas (1871, première apparition d'Alfred, le fils de German Reeds), Charity Begins at Home (1872), My Aunt's Secret (1872), Very Catching (1872), Milord's Well (1873).
La Gallery est également le lieu de création de certaines des premières productions les plus populaires de W. S. Gilbert dont No Cards (en) (1869), Ages Ago (en) (1869), Our Island Home (en) (1870), A Sensation Novel (en) (1871) et Happy Arcadia (en) (18721872). Les Reeds montent aussi la première production professionnelle de Cox and Box (en) (1867) d'Arthur Sullivan et Francis Burnand et leur commande un deuxième opéra, The Contrabandista (en) (1867). Dora's Dream (en) d'Alfred Cellier et Arthur Cecil (en) y est créé en 1873.